# Ворожея (река)
Вороже́я (в верхнем и среднем течении — Левая Ворожея или Выргыргывеем; чук. Выргыргывээм) — река в Чукотском АО России, правый приток Анадыря. Протекает по территории Анадырского района. Длина реки составляет 70 км.

## Название
Русское название Ворожея происходит от одноимённой сопки, имя который связано с предсказанием погоды по состоянию облачности над её вершиной. Чукотское Выргыргывээм означает «шумная река»: выргыргын — «шум» и вээм — «река».

## Описание
Начинается от слияния верховий на высоте 545 м над уровнем моря восточнее горы Выргыргыней, на Щучьем хребте. В верхней половине течёт преимущественно на юг, в нижней — на юго-запад. Впадает в Анадырь на высоте 69 м над уровнем моря напротив урочища Чукотское.

## Данные водного реестра
По данным государственного водного реестра России, Ворожея относится к Анадыро-Колымскому бассейновому округу, водохозяйственный участок реки — Анадырь от истока до впадения реки Майн. Речной бассейн реки — Анадырь.
Код объекта в государственном водном реестре — 19050000112119000108607.